# Benoît de Sainte-Maure
Benoît de Sainte-Maure foi um poeta normando ou de Tours do começo do século XII.
Em seu livro, "História dos Duques da Normandia", são retratadas as três ordens (chamada de sociedade tripartida) existentes na sociedade feudal dos séculos XI e XII: a cavalaria, que protegia a cidade e era composta pelos nobres, o clérigo, referente aos membros da igreja e, por fim, os trabalhadores (rurais ou braçais), que sustentavam a cidade e tinham papel fundamental na subsistência da mesma, apesar de serem os mais explorados.

## Obras
- Le roman de Troie (O romance de Troia) (1160-1170). Escrito em versos octosílados com rimas emparelhadas, este romance é a principal obra em língua românica tratando da Guerra de Troia na Idade Média. O autor se propõe a por em forma de romance os curtos versos da obra latina De Excidio Troiae, de Dares Frígio, e de Dicte de Creta, recusando a fonte homérica - considerada mentirosa por ele. Por muito tempo acreditou-se que a obra fora dedicada a Leonor, Duquesa da Aquitânia e encomendada por ela como homenagem a uma "riche dame de riche rei" (rica dama de rico rei). Este fato é posto em questão já que a fórmula utilizada pode tanto remeter à Virgem Maria como a qualquer outra rainha que pudesse remunerar o autor.[1]
- L’Estoire des Ducs de Normandie (História dos Duques da Normandia)(1175), encomendada pelo rei da Inglaterra Henrique II, com base nos textos de diversos cronistas.Ele adota de Dudon de Saint-Quentin a tripartição da sociedade feudal.[2]